# Хай, Джон
Джо́н Ха́й (англ. John High; род. 1957, Балтимор, США) — американский поэт, писатель, переводчик.

## Биография и творчество
Родился в Балтиморе (США), окончил Университет Сан-Франциско, затем преподавал в нем. Защитил магистерскую диссертацию по литературе. В настоящее время преподает литературу и ведет курсы писательского мастерства в Университете Лонг-Айленда (Бруклин, США).
Автор 8 книг — поэтических и прозаических сборников. Его трилогия «Блокнот желаний» (The Desire Notebook) была признана литературным приложением журнала «Village Voice» одной из 25 лучших книг года.
Джон Хай является четырёхкратным стипендиатом фонда Фулбрайта, получил два гранта Национального фонда развития искусств и был удостоен премий за достижения в области литературы, включая, в частности, премии фонда Уиттера Биннера, фонда «Arts International» и Академии американских поэтов.
Джон Хай — участник различных международных поэтических фестивалей, в том числе II Московского международного фестиваля поэтов. В конце 1980-х входил в Клуб «Поэзия». В настоящее время член Московского поэтического клуба. Участник поэтического проекта «Making Words» в рамках 53-й Венецианской биеннале.
Произведения Джона Хая были переведены на несколько языков, в том числе на русском вышел сборник его стихов и прозы «Вдоль по её бедру» (М.: Новая Юность, 1993,пер. Нины Искренко).

## Переводческая деятельность
В качестве редактора-основателя литературного обозрения «Пять пальцев» (Five Fingers), а также главного редактора сборника «Через века: новая российская поэзия» (Crossing Centuries: The New Russian Poetry) Джон Хай много сделал для знакомства американских читателей с современной русской поэзией. В его переводах издавались, в частности, поэты-метареалисты: Нина Искренко (книга стихов «Право на ошибку»), Алексей Парщиков, Иван Жданов, Александр Ерёменко, Юрий Арабов, Марк Шатуновский, Евгений Бунимович и др.
В настоящее время он завершает работу над новыми переводами стихов из «Воронежских тетрадей» Осипа Мандельштама.

## Критика об авторе
Произведения Джона Хая создают внутри меня ту же самую магию, как и работы Дениса Джонсона: он может нокаутировать вас в космос и надломить ваше сердце своей поэзией, но его лиризм всегда произрастает из земли, из неприкрашенной, нутряной реальности. Некоторые главы проникновенно поют вам, другие ставят вас на колени, здесь есть варварский юмор, азартная игра, метание ножичков, мальчики, постигающие полноту жизни, музыка, магия, призраки и кроваво-алая вдумчивость, которая проступает на каждой странице. 
Оригинальный текст (англ.)John High's writing works the same magic inside me as Denis Johnson—he can send you swooning into space and break your heart with his poetry, but his lyricism always arises from this earth: from the gritty, the visceral, the real. Some chapters croon to you, others bring you to your knees, there's wild humor here, gambling, knife-throwing, boys coming into full being, music, magic, ghosts and a blood-red earnestness that washes through every page.

Карен Рассел, ссылка.

## Публикации
- Talking God's Radio Show (недоступная ссылка). Роман.
- Here. Поэзия.
- The Desire Notebooks. Поэзия и проза.
- Bloodline (недоступная ссылка). Поэзия и проза.

## Переводы на русский язык
- Отсутствие дистанции. Стихотворение в пер. Нины Искренко
- О зебрах, наверное. Стихотворение в пер. Алексея Парщикова;
- Книга незнания (недоступная ссылка). Пер. Марка Шатуновского;
- Из утренней почты // Комментарии. № 18. 2000. Пер. Алексея Парщикова, Марка и Роксаны Шатуновских;